# 东阿镇
东阿镇，中国山东省济南市平阴县下属的一个镇，位于济南西南，与聊城市和泰安市相邻，下辖55个行政村，面积95平方公里，人口38839人。
东阿镇古称穀邑或谷城县，始建于春秋时期，为管仲的食邑。其后为谷城县的县城。在1375年至1946年间为东阿县县城，后被划归平阴县，1952年设立东阿镇。1996年，东阿镇被认定为阿胶故乡。

## 人口
2010年中国第六次人口普查时，东阿镇共有人口29326人。共有家庭10188户，平均每户2.87人。14岁以下的少年儿童共4173人，占总人口14.22%；15-64岁人口共20905人，占总人口71.28%；65岁及以上的老年人共4248人，占总人口的14.48%。男性共计14094人，占总人口48.05%；女性共计15232，占总人口51.94%。本地居住的人口中，拥有本地户籍的人口为28366人，占96.72%。